# استاتیرای دوم
استاتیرا (یونانی: Στάτειρα) یا ستاتیرا ملکه ایران و همسر داریوش سوم، واپسین شاهنشاه هخامنشی، بود.

## اسارت
داریوش سوم در زمان لشکرکشی علیه اسکندر مقدونی، همسرش استاتیرا، پسرش اوخوس، دخترانش دری‌په‌تیس و استاتیرا و مادرش سی‌سی‌گامبیس را به همراه داشت. داریوش در پی شکست در نبرد ایسوس در سال ۳۳۳ پیش از میلاد، فرار کرد و خانواده‌اش به اسارت نیروهای مقدونی درآمدند. داریوش پس از این شکست به اسکندر تقاضای صلح داد و شرائط صلح، پرداخت غرامت از طرف ایران و ازدواج با خانوادهٔ سلطنتی ایران و واگذاری آسیای صغیر به اسکندر بود و در ازای این گذشت‌ها از اسکندر خواسته شده بود که خانوادهٔ داریوش را بازگرداند. اسکندر این شرائط را نپذیرفت. به گفته منابع اسکندر با اسیران با احترام برخورد کرد.

## نظریه ازدواج نزدیک با داریوش سوم
اگرچه به هیچ وجه بدون مشکل نیست اما توسط تعدادی از نویسندگان باستانی ذکر شده است، که استاتیرا خواهر کامل داریوش و در نتیجه دختر سیسیگامبیس و آرشام دوم بوده است اما منابع دیگری، در حالی که تأکید می‌کنند که او خواهر داریوش است، هیچ جا نشان نمی‌دهد که سیسیگامبیس مادر او بوده است. ر واقع، حتی در توصیفات رقت‌انگیز مرگ استاتیرا در اسارت، تنها اصطلاحی که پیوند بین این دو زن را تعریف می‌کند، کلمه «مادرشوهر» در تاریخ کورتیوس (مورخ) (۴٫۱۰٫۱۹) است. به کار بردن این واژه عجیب است زیرا برای استفاده از یک مادر بیولوژیک استفاده نمی‌شود. عدم اشاره به پیوند مادر و دختر از این جهت عجیب تر است که منابع، یا حداقل کورتیوس (۴٫۱۰٫۱۹) و پلوتارک (الکس. ۲۱٫۶)، هیچ شکی در رابطه بین استاتیرا و مادر بودنش برای دو دخترش باقی نمی‌گذارند. استاتیرا مطمئناً خواهر کامل داریوش نبوده، بلکه حداکثر خواهر ناتنی از مادری متفاوت بوده است.

## مرگ
استاتیرا در اوایل سال ۳۳۲ پ. م در هنگام زایمان اوخوس درگذشت. اسکندر او را به عنوان همسر شاهنشاه بزرگ ایران به خاک سپرد.
در سال ۳۲۴ پ. م دختر او به نام استاتیرا به ازدواج اسکندر و دیگر دختر او، دری‌په‌تیس، به ازدواج هفستیون، دوست صمیمی و سردار اسکندر درآمد. اسکندر حدود یک سال پس از این ازدواج درگذشت. به گفته پلوتارک هر دو دختر استاتیرا به دست روشنک، دیگر همسر اسکندر، و پردیکاس، یکی از سرداران او، کشته شدند.